# La Unión (Nariño)
La Unión es un municipio colombiano ubicado en el departamento de Nariño.
Se sitúa al norte del departamento, en la zona de latitudes bajas y posee un clima diverso por ser contiguo a la cordillera de los Andes, el cual va desde frío en su parte alta, templado en su mayor extensión y cálido en la zona baja.
La cultura del café es el fundamento de la economía del municipio. Se cultiva en 40 de las 45 veredas que lo componen, según el Comité de Cafeteros en su informe Distribución de la caficultora en el municipio de La Unión. De las 4438 Fincas Cafeteras, corresponden 3607,93 hectáreas sembradas en café.

## Orígenes
En sus inicios La Unión pertenecía a la provincia de Pasto, luego en el siglo XX, a la provincia del Juanambú como capital de esta última. La población indígena quizá perteneció a la agrupación quillasingas y sindaguas quienes desaparecieron mucho antes de la llegada de los españoles.
En 1847 tomó definitivamente el nombre de La Unión, teniendo en cuenta el siguiente hecho: vivían dos grandes terratenientes: don Agustín Guerrero, oriundo de Pasto y dueño de la hacienda La Alpujarra y don Juan Vivanco de origen ecuatoriano y propietario de El Cusillo, al lado y lado del antiguo camino que iba de la Jacoba al Mayo, quienes en un gesto de reconciliación cedieron una franja de terreno y sobre él se empezara a construir el nuevo Municipio de la Unión, para aquella época se fundó bajo el Estado del Cauca y cuando la parte sur se dividió en el actual Departamento de Nariño, La Unión fue anexado a esta nueva división político-Administrativa.

## Historia
Se considera como el más antiguo fundador a don Diego Pérez de Zúñiga, hijo de conquistadores españoles, quien ocupó lo que hoy es asiento de esta localidad. En el año 1619 solicitó permiso a la Corona española para construir un mesón para pasajeros bajo el nombre de Venta o Tambo que en quechua significa "casa en camino". Debido al nombre de La Venta, se origina el gentilicio de "venteño". El lugar, una casona, era el único lugar con servicio de hospedaje, restaurante y herrería en el camino entre las ciudades de Popayán y Pasto. Esta casona luego se quemó, de allí el nombre de "Venta Quemada".
El 18 de septiembre de 1847 tomó definitivamente el nombre de La Unión, donde vivían dos grandes terratenientes: don Agustín Guerrero, oriundo de Pasto y dueño de la hacienda La Alpujarra y don Juan Vivanco de origen ecuatoriano y propietario de El Cusillo, al lado y lado del antiguo camino que iba del cerro de la Jacoba al río Mayo, quienes en un gesto de reconciliación cedieron una franja de terreno y sobre esta se empezó a construir el nuevo asentamiento de La Unión, jurisdicción en la época del Estado Soberano del Cauca. Cuando este Estado se desmembró, La Unión hizo parte como municipio del actual departamento de Nariño.

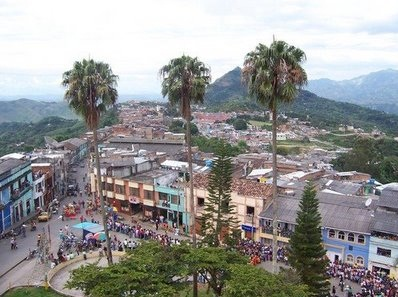
Parque Cuevas Leyva.
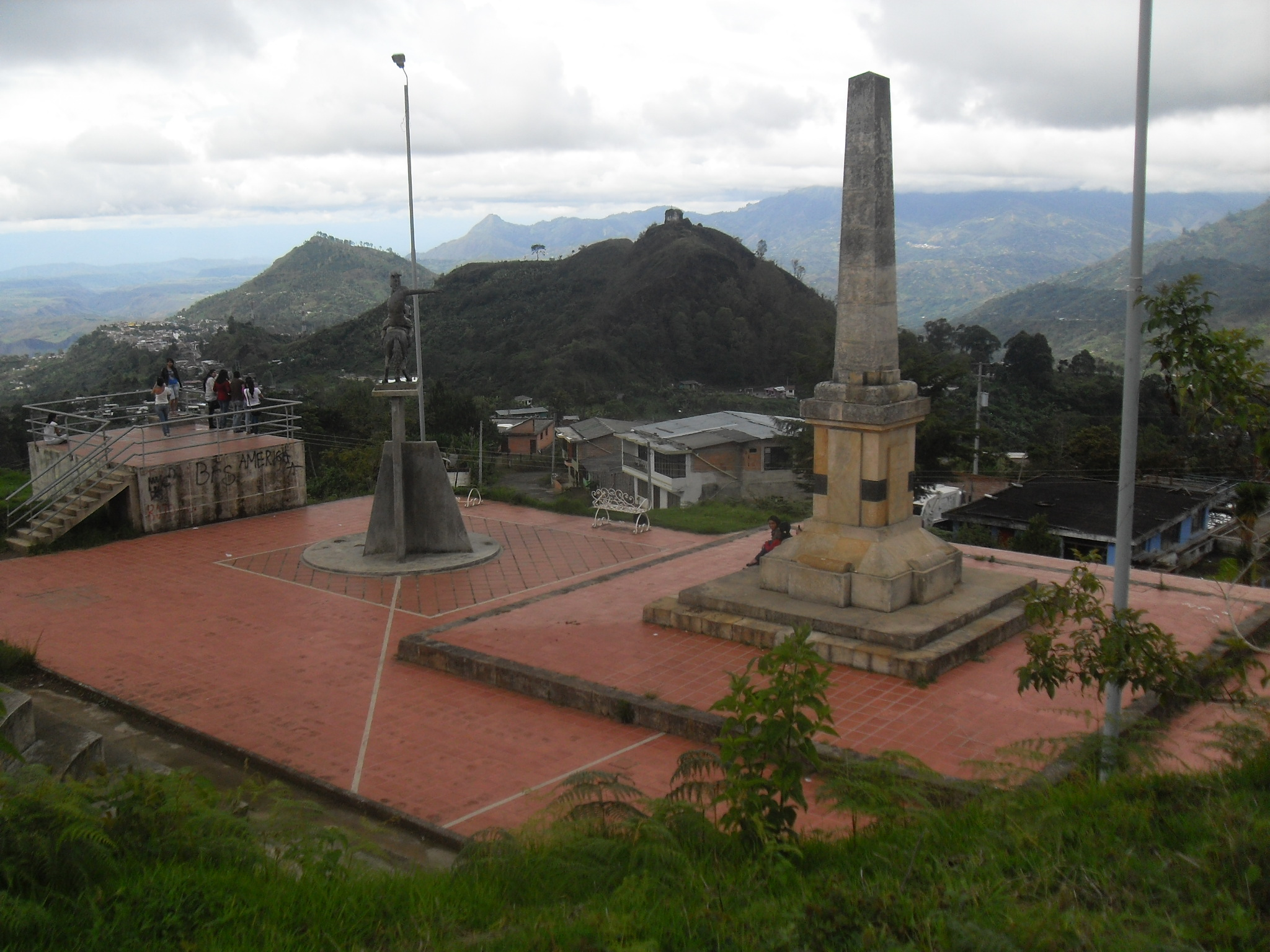
Obelisco Sucre.
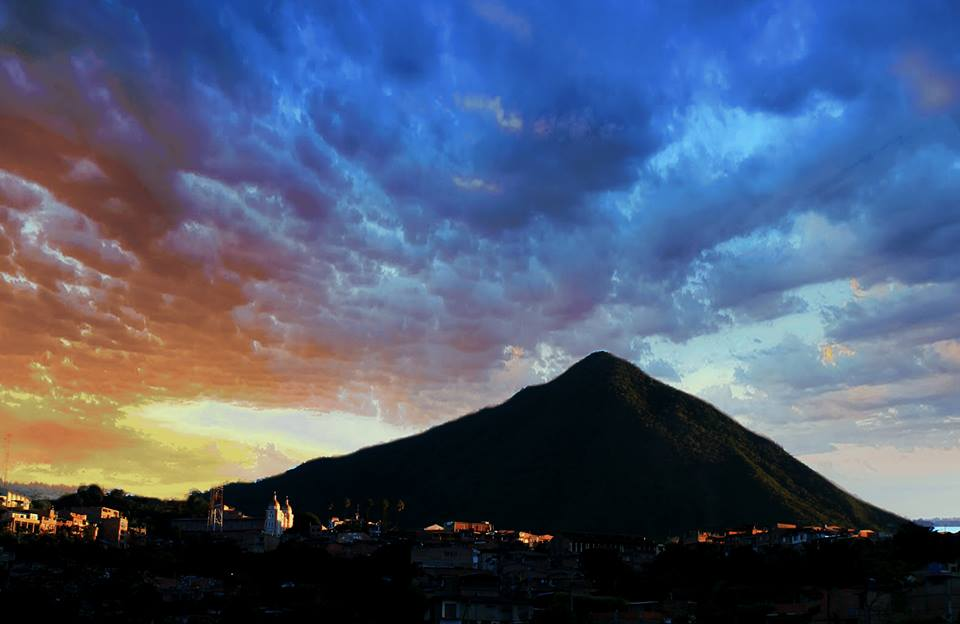
La Jacoba

## Administración

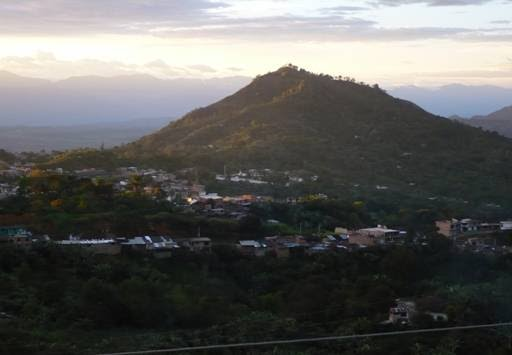
La Unión desde el cerro La Jacoba.

El municipio esta administrado por el alcalde municipal: Jaime Javier Montenegro Torres, elegido para el periodo 2024-2027; un Concejo Municipal compuesto por 13 miembros elegidos para igual periodo. No cuenta con una variante que recoja el movido tráfico por la carretera que viene desde Mojarras-Mercaderes-Buesaco-Pasto.
Es sede del Circuito Judicial, del Círculo de Registro, del Círculo de Notaría y es sede regional de la Corporación Autónoma de Nariño y de la Cámara de Comercio. 
Igualmente es sede regional de un Distrito de Policía, del Centro zonal nororiental del ICBF Nariño y de una Subsecretaria de Tránsito en el norte de Nariño, así como del Bancolombia, Banagrario, Banco de Bogotá, Davivienda y WWB entre otros, y de la principal Cooperativa de Caficultores de todo el departamento de Nariño.

## División Político-Administrativa
Además de su Cabecera municipal. La Unión tiene bajo su jurisdicción los siguientes Centros poblados:
- El Mango
- La Betulia
- La Caldera
- La Playa
- Olivos
- Quiroz Alto
- Santander del Mayo

## Economía
La economía de La Unión y su área de influencia se basa principalmente en la agricultura, el comercio y los servicios. La producción agrícola es el pilar fundamental, con el café como el principal producto. La Unión se destaca como uno de los mayores productores de café de tipo especial en Colombia, generando alrededor de 10 millones de kilos anuales. Esta actividad no solo sustenta la economía local, sino que también da empleo a un gran número de familias que se encargan de los semilleros, el cultivo, la cosecha y el secado del grano.
Además del café, otros productos agrícolas como los frutales y el plátano tienen una presencia significativa en la región, diversificando la economía agrícola.
En el sector industrial, La Unión cuenta con cerca de 200 pequeñas industrias dedicadas a la confección, calzado, ebanistería y metalmecánica, las cuales contribuyen a la generación de empleo y al desarrollo económico del municipio.
El comercio y los servicios son también sectores clave, abasteciendo no solo a los habitantes del municipio, sino a una amplia área de influencia que incluye a más de 200 mil personas. Con un volumen de comercio estimado en más de 250 mil millones de pesos anuales, La Unión es un importante centro de intercambio económico en la región norte de Nariño y el sur del Cauca.

## Educación

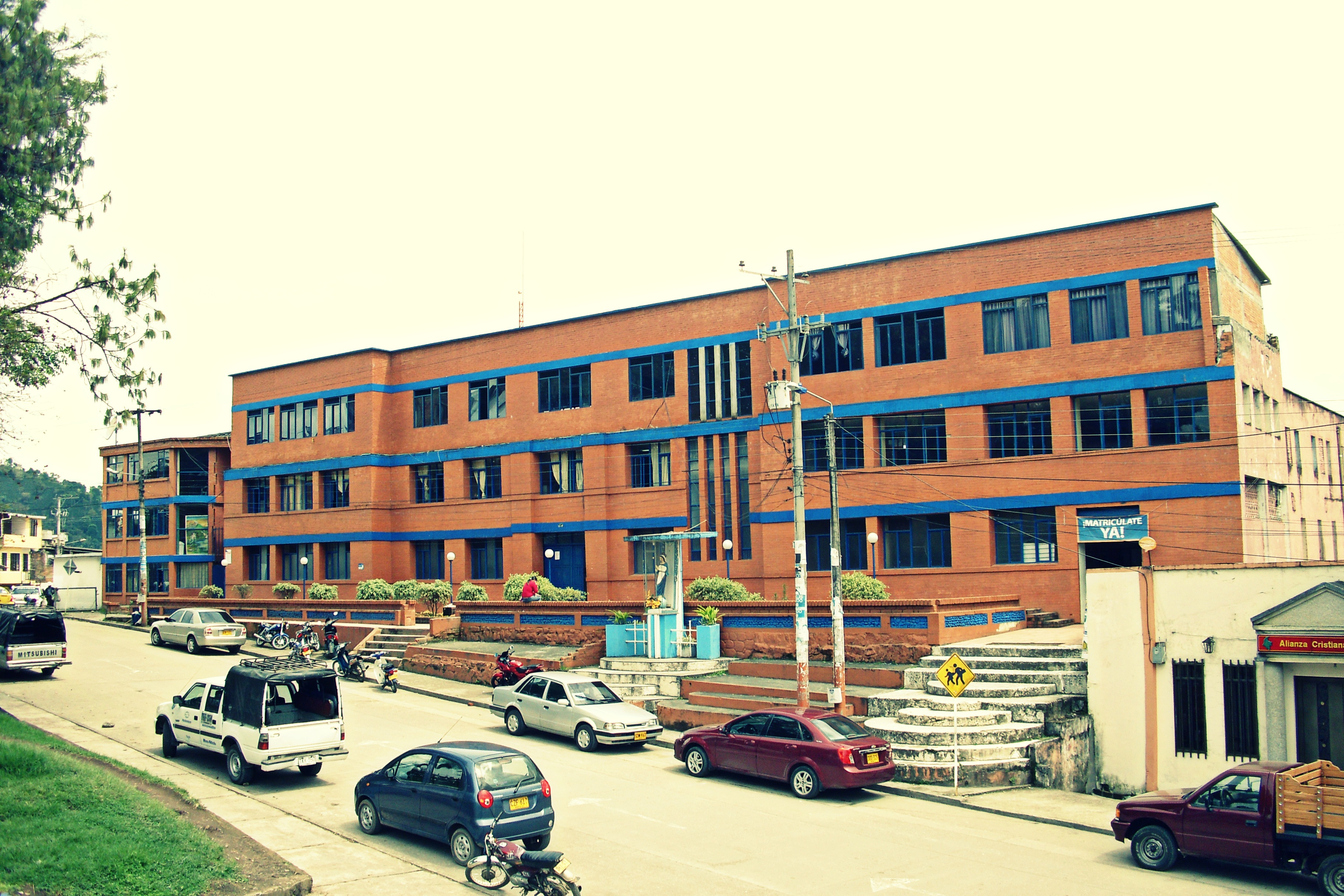
Institución Educativa Juanambú.

El municipio de La Unión cuenta con una diversidad de centros educativos que abarcan los niveles de educación básica primaria, secundaria, media vocacional, técnica y profesional:
- 36 escuelas encargadas de la educación primaria en las zonas rurales y urbanas, distribuidas de la siguiente manera:
      - 31 escuelas en el sector rural, localizadas en diferentes veredas del municipio.
  - 5 escuelas en el sector urbano.
- Instituciones Educativas Públicas:
  - Institución Educativa Juanambú: Ofrece bachillerato académico en jornada diurna y bachillerato comercial en jornada vespertina. Cuenta con tres sedes: Santo Tomás, Carlos Lleras y Santa Teresita.
  - Institución Educativa Normal Superior San Carlos: Ofrece bachillerato académico y ciclo complementario.

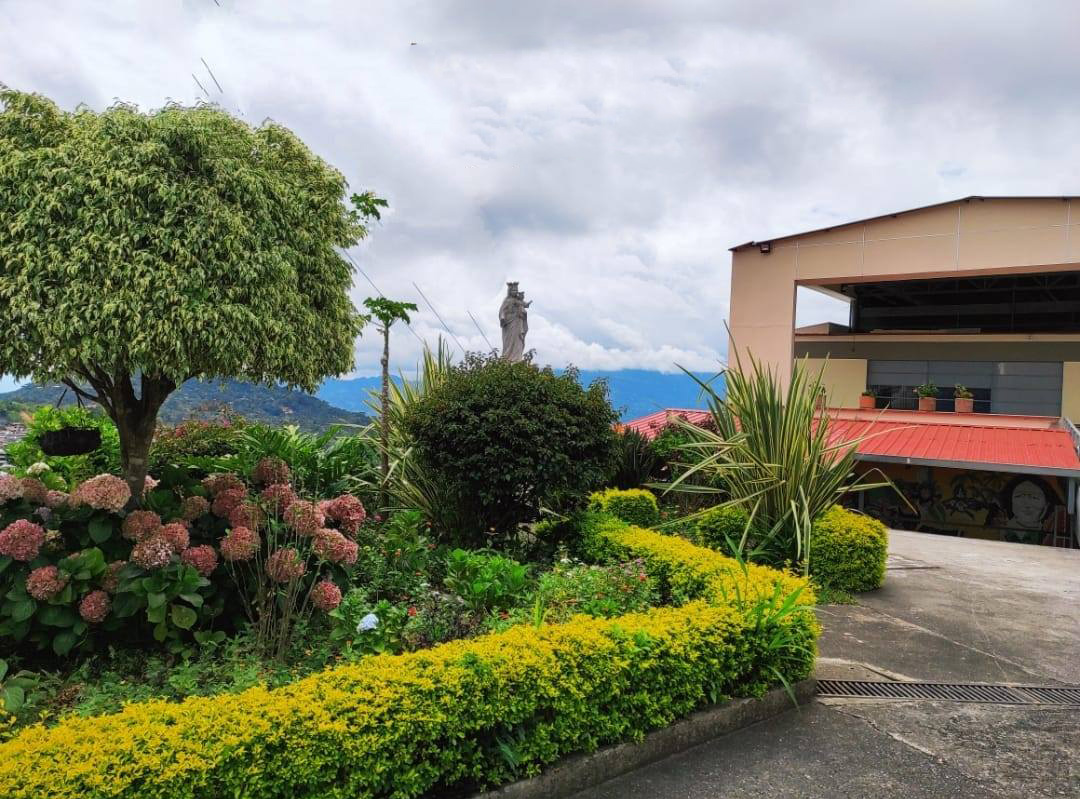
        Entrada Colegio Normal Superior San Carlos.

  - Institución Educativa Concentración de Desarrollo Rural: Ofrece bachillerato agropecuario diurno y bachillerato acelerado nocturno.
- Instituciones Educativas Privadas:
  - Colegio Privado Aurelio Arturo: Educación por ciclos, con 11 años de servicio a la comunidad (Resolución 3011).
  - Jardín Infantil Mi Mundo Maravilloso: Ofrece educación inicial (jardín y preescolar).
- Institutos de Capacitación Técnica:
  - Politécnico Gran Colombia
  - Instituto ITINCO
  - Instituto INESUR
  - Centro de Formación Integral Andino
  - Sede del Servicio Nacional de Aprendizaje (SENA)
- Educación Superior:
  - Universidad de Nariño: Tiene una sede en el municipio.
  - Centro de Formación Integral Andino, en asociación con Edupol y en alianza con las siguientes universidades:
            1. Universidad Autónoma de Manizales
    2. Universidad Tecnológica de Bolívar
    3. Universidad Autónoma de Bucaramanga - CES
    4. Corporación Universitaria Iberoamericana
    5. Universidad Jorge Tadeo Lozano

## Salud
Cuenta con dos establecimientos públicos: 
- Hospital de nivel 2, Eduardo Santos (80 camas) el cual le presta sus servicios a 13 municipios vecinos.
- Hospital de nivel 1, Luis Acosta atiende a la población pobre y vulnerable del municipio

Y 6 centros de atención médica de tipo privado.

## Cultura
La cultura en La Unión es un reflejo de su rica historia y diversidad geográfica. El municipio se caracteriza por sus festividades, tradiciones religiosas y su importante legado literario, entre otros aspectos culturales. La música, la danza y el folclore son también elementos fundamentales en la vida cotidiana de los habitantes de La Unión.
Carnaval de Blancos y Negros
Aunque el Carnaval de Blancos y Negros tiene su epicentro en la ciudad de Pasto, esta festividad también se celebra en La Unión, donde los habitantes participan con gran entusiasmo. Durante el carnaval, se viven días de música, comparsas y el tradicional juego de pintarse con talco y maquillaje, representando la unión de las diferentes culturas y etnias de la región. Sin embargo, la celebración en La Unión es de menor escala en comparación con la capital del departamento, pero sigue siendo un evento importante dentro del calendario festivo local.
Día del Poeta Aurelio Arturo
La Unión es también reconocida como la tierra natal del célebre poeta Aurelio Arturo, una de las figuras literarias más importantes de Colombia. Nacido en esta región, Arturo es autor de la aclamada obra Morada al Sur, por la cual fue galardonado con el Premio Nacional de Poesía Guillermo Valencia. La finca El Aguacate, ubicada en el municipio, fue su hogar y fuente de inspiración. Hoy en día, se conserva como un sitio de interés cultural, donde algunos de sus descendientes aún residen, manteniendo viva la memoria del poeta.
Cada año, La Unión celebra el Día del Poeta Aurelio Arturo, en el cual se realizan actividades culturales como recitales de poesía, exposiciones y eventos académicos en honor a su legado, reafirmando la profunda conexión de los habitantes con la obra de este insigne escritor.
Otras Manifestaciones Culturales
La cultura en La Unión se enriquece también con la música, las danzas tradicionales y el arte popular. Las festividades religiosas, como la Semana Santa, son igualmente significativas, con procesiones y actos solemnes que reflejan la devoción de sus habitantes. Además, la historia y el folclore de la región se transmiten de generación en generación, manteniendo vivas las costumbres locales y el orgullo por la herencia cultural de esta tierra.

## Comercio
El municipio de La Unión tiene una economía agrícola robusta, siendo el café una de las principales actividades comerciales de la región. La producción de café no solo impulsa la economía local, sino que también es un elemento cultural profundamente arraigado en la vida de los habitantes.

### Café
La Unión, como parte de la región cafetera del sur de Colombia, produce café de alta calidad que es valorado tanto a nivel nacional como internacional. La producción del café en este municipio sigue un cuidadoso proceso que comienza con la recolección manual de los granos de café cereza y termina con el tostado del grano verde. Este meticuloso proceso asegura que el café mantenga sus características distintivas de sabor y aroma, lo que ha permitido a los productores locales acceder a mercados especializados.
La cadena de producción del café en La Unión también ha generado empleo para un significativo porcentaje de la población, con pequeños y medianos productores liderando la mayoría de las plantaciones. Además, la infraestructura comercial se complementa con cooperativas y asociaciones de caficultores que brindan apoyo técnico y acceso a mercados, facilitando así el comercio del café en ferias y exposiciones regionales e internacionales.
Más allá del café, La Unión también se beneficia de la comercialización de otros productos agrícolas, como frutas y hortalizas, que forman parte de su economía diversificada y conectan al municipio con otros mercados del país.

## Hidrología
El municipio de La Unión se encuentra en la región Andina, específicamente en la Cordillera Centro-Oriental, una ramificación del Nudo de los Pastos. Pertenece a la Cuenca Alta del Río Patía, y está bañado por el río Mayo y un tributario del Río Juanambú, la quebrada Santa Ana.
El municipio está cubierto por una extensa red hidrográfica, compuesta por quince (15) microcuencas y catorce (14) escurrimientos directos. Estas fuentes de agua se constituyen en el depósito final de las aguas de las quebradas tributarias, que son consideradas de gran importancia para el municipio debido a sus caudales y recorrido. Estas cuencas y escurrimientos juegan un papel crucial en la identificación de las microcuencas de la región y en la regulación hídrica local.

## Religión
La Unión tiene una tradición religiosa marcada por el catolicismo, que sigue siendo la fe predominante entre la mayoría de los habitantes. La Iglesia Católica cuenta con varias parroquias y capillas distribuidas por todo el municipio, y sus celebraciones religiosas forman una parte integral de la vida comunitaria, destacándose festividades como la Semana Santa y las fiestas patronales.
En las últimas décadas, se ha observado una creciente diversidad en las prácticas religiosas, con la presencia de varias iglesias cristianas evangélicas y otras denominaciones. Algunas de las principales comunidades religiosas no católicas incluyen:
- Comunidad Cristiana Asambleas de Dios
- Casa de Restauración Amor & Fe
- Alianza Cristiana & Misionera Colombiana
- Movimiento Misionero Mundial
- Centro de Fe y Esperanza

Estas congregaciones tienen sus propios templos y lugares de reunión, además de participar activamente en la vida social del municipio. También cuentan con espacios en medios de comunicación locales, lo que les permite difundir su mensaje y conectarse con sus seguidores.
El crecimiento de estas denominaciones refleja una mayor diversidad religiosa en La Unión, que coexiste en un clima de respeto y convivencia.

## Geografía
La Unión se encuentra en el extremo final del Nudo de los Pastos, una formación montañosa ubicada en el suroeste de Colombia. El Nudo de los Pastos es de gran importancia geográfica e hídrica, ya que da origen a numerosos sistemas hidrográficos que drenan hacia el Océano Pacífico y la Amazonas.
El municipio pertenece a la subcuenca del río Mayo, que a su vez incluye diversas microcuencas y escurrimientos directos. Entre las microcuencas más importantes se encuentran: Ceibo, Guanábanos, Olivos, El Cajón, Angostura Honda, La Caldera, El Zapayal, La Gurupera, Quebrada Grande, La Fragua, El Tambo, La Jacoba, Las Juntas, Cusillos y El Diviso. Estas fuentes de agua juegan un papel crucial en la distribución hídrica local, abasteciendo tanto al municipio como a las áreas circundantes.
En cuanto a los escurrimientos directos, algunos de los más significativos en el municipio son: Peña Negra I, El Parapeto, Peña Negra II, Angostura Honda, Quiebracanilla, Santa Ana, El Zanjón, Quebrada Oscura, Ceibo I, Jacoba I y II, Las Juntas I, Alto del Mayo y Cusillos I. Estos escurrimientos, que no pasan por afluentes principales, son fundamentales para la gestión del agua en La Unión y a menudo requieren coordinación con otros municipios vecinos para su manejo adecuado.
La compleja red hidrográfica de La Unión es clave para el desarrollo agrícola y el abastecimiento de agua a sus habitantes, así como para la conservación de sus recursos naturales.